# Weldon (Illinois)
Pour les articles homonymes, voir Weldon.
Weldon est un village du comté de DeWitt dans l'Illinois, aux États-Unis,. Il est incorporé le 1er octobre 1894.

## Démographie
Lors du recensement de 2010, le village comptait une population de 429 habitants. Elle est estimée, en 2016, à 423 habitants.

## Source de la traduction
- (en) Cet article est partiellement ou en totalité issu de l’article de Wikipédia en anglais intitulé « Weldon, Illinois » (voir la liste des auteurs).